# Brainstorm (Metal-Band)
Brainstorm ist eine deutsche Power-Metal-Band aus Gerstetten. Gegründet wurde sie 1989 von Torsten Ihlenfeld, Milan Loncaric und Dieter Bernert.

## Bandgeschichte
Brainstorm veröffentlichten ihr erstes Demo Hand of Doom ein Jahr nach ihrer Gründung mit Stefan Fronk als Sänger. Später vervollständigten sie ihre Besetzung mit Andreas Mailänder und durch den Sänger Marcus Jürgens. Die Band veröffentlichte das zweite Demo Heart of Hate 1992 in dieser Besetzung. Ein weiteres Demo wurde 1995 unter dem Namen The 5th Season veröffentlicht. Nach einem erneuten Demo Promo '96 sowie einigen Beiträgen zu Samplern folgte 1997 schließlich ihr erster Plattenvertrag. Das Debütalbum Hungry wurde im selben Jahr in Eigenregie im Heidenheimer Wasteland-Studio produziert. 1998 konnten für das zweite Album Unholy als Gäste Dirk Schlächter (Gamma Ray), Harald Spengler (Stormwitch) verpflichtet werden. Das Album wurde von Charlie Bauerfeind (u. a. Blind Guardian, Gamma Ray) produziert.
Nach der Trennung von Sänger Marcus Jürgens wurde mit Andy B. Franck ein neuer Sänger verpflichtet, der seine Karriere bei Ivanhoe begonnen und zwischenzeitlich seine eigene Band Symphorce gegründet hatte. Die Band unterschrieb einen Plattenvertrag bei Metal Blade Records und erstellte das dritte Album Ambiguity unter der Regie von Dirk Schlächter (Gamma Ray) und Sascha Paeth (Heavens Gate, Rhapsody). Im Oktober 2001 erschien das von Achim Köhler produzierte Album Metus Mortis. Das neue Material wurde auf einer Tournee mit Grave Digger und Tierra Santa dem Publikum präsentiert. Es folgten Festivalauftritte in ganz Europa und Zusatzkonzerte als Vorgruppe von Saxon. Im Anschluss wurde das fünfte Album Soul Temptation eingespielt. Nach dem ersten Charteinstieg der Bandgeschichte (#73 Media Control Charts Deutschland) spielte die Band eine Tour im Vorprogramm von Edguy und absolvierte mehrere Festivalauftritte.
2004 wurde das sechste Album Liquid Monster veröffentlicht der die erste Tour als Headliner folgte. Außerdem wurde ein Musikvideo zu dem Song All Those Words veröffentlicht, der im Besucherbergwerk Tiefer Stollen in Aalen gedreht wurde. 2006 spielte die Band Konzerte auf diversen europäischen Festivals. Ende Juni 2007 veröffentlichten Brainstorm ihre erste DVD Honey from the B’s (Beasting Around the Bush) mit Liveaufnahmen verschiedener Konzerte sowie einem exklusiven 'History Part', in dem die Musiker die ersten Jahre der Band reflektieren. Im Juli gab der Bassist Andreas Mailänder seinen Ausstieg bekannt, im Dezember stellte die Band ihren neuen Bassisten Antonio Ieva (Farmer Boys, Stereo.Pilot) vor. Im Oktober 2007 veröffentlichten Brainstorm ihre neue Single Fire Walk with Me. Das zugehörige Album Downburst erschien Ende Januar 2008.
2009 gab es einen Wechsel von Metal Blade zu AFM Records. Im gleichen Jahr wurde das nächste Album Memorial Roots aufgenommen und veröffentlicht. Die folgende Tour führte die Band erstmals nach Mexiko und erneut in die USA. Einer der Höhepunkte war der Auftritt beim Masters of Rock Festival in der Tschechischen Republik vor über 25.000 Menschen. Das neunte Album On the Spur of the Moment wurde 2011 veröffentlicht und durch zwei große Tourneen quer durch Europa promotet, unter anderem auch Polen und Bulgarien.
Mit Firesoul erschien im April 2014 das bis dato erfolgreichste Album der Band (Platz 43 in Deutschland). Das 2014er Konzert aus Essen, bei dem Brainstorm das komplette Album spielten, ist der Limited Edition des späteren Albums Scary Creatures beigelegt. Scary Creatures konnte sich in den deutschen Charts ebenfalls auf Platz 43 platzieren. Einige Monate später wurde der Coverdesigner Gyula Havancsak verpflichte und die Zusammenarbeit mit Sebastian "Seeb" Levermann (Orden Ogan) begonnen. Das Ergebnis Midnight Ghost kam 2018 auf den Markt.
Am 17. September 2021 und nach fünf (Video-)Singles wurde Wall of Skulls veröffentlicht, das Platz zwölf in den Deutschen Albumcharts erreichte und Chartplatzierungen anderen Ländern weltweit erreichte. Die anschließend geplante Tournee musste auf den Herbst 2022 verschoben werden. Im Januar 2022 gab Bassist Antonio Ieva nach 15 Jahren Bandzugehörigkeit seinen Ausstieg bekannt. 

## Diskografie

### Alben
| Jahr | Titel Musiklabel                      | Höchstplatzierung, Gesamtwochen, AuszeichnungChartplatzierungen (Jahr, Titel, Musiklabel, Platzierungen, Wochen, Auszeichnungen, Anmerkungen) | Höchstplatzierung, Gesamtwochen, AuszeichnungChartplatzierungen (Jahr, Titel, Musiklabel, Platzierungen, Wochen, Auszeichnungen, Anmerkungen) | Höchstplatzierung, Gesamtwochen, AuszeichnungChartplatzierungen (Jahr, Titel, Musiklabel, Platzierungen, Wochen, Auszeichnungen, Anmerkungen) | Anmerkungen                              |
| Jahr | Titel Musiklabel                      | DE | AT | CH | Anmerkungen                              |
| ---- | ------------------------------------- | --- | --- | --- | ---------------------------------------- |
| 1997 | Hungry Last Episode                   | — | — | — | Erstveröffentlichung: 14. April 1997     |
| 1998 | Unholy Last Episode                   | — | — | — | Erstveröffentlichung: 3. August 1998     |
| 2000 | Ambiguity Metal Blade                 | — | — | — | Erstveröffentlichung: 11. Juli 2000      |
| 2001 | Metus Mortis Metal Blade              | — | — | — | Erstveröffentlichung: 22. Oktober 2001   |
| 2003 | Soul Temptation Metal Blade           | DE73 (1 Wo.)DE | — | — | Erstveröffentlichung: 30. Juni 2003      |
| 2005 | Liquid Monster Metal Blade            | DE72 (1 Wo.)DE | — | — | Erstveröffentlichung: 4. April 2005      |
| 2008 | Downburst Metal Blade                 | DE53 (1 Wo.)DE | — | CH96 (1 Wo.)CH | Erstveröffentlichung: 25. Januar 2008    |
| 2009 | Memorial Roots AFM Records            | DE84 (1 Wo.)DE | — | — | Erstveröffentlichung: 16. Oktober 2009   |
| 2011 | On the Spur of the Moment AFM Records | DE59 (1 Wo.)DE | — | — | Erstveröffentlichung: 30. September 2011 |
| 2014 | Firesoul AFM Records                  | DE43 (1 Wo.)DE | — | — | Erstveröffentlichung: 4. April 2014      |
| 2016 | Scary Creatures AFM Records           | DE43 (1 Wo.)DE | — | — | Erstveröffentlichung: 15. Januar 2016    |
| 2018 | Midnight Ghost AFM Records            | DE25 (1 Wo.)DE | — | CH55 (1 Wo.)CH | Erstveröffentlichung: 28. September 2018 |
| 2021 | Wall of Skulls AFM Records            | DE12 (2 Wo.)DE | AT69 (1 Wo.)AT | CH31 (1 Wo.)CH | Erstveröffentlichung: 17. September 2021 |
| 2025 | Plague of Rats AFM Records            | DE13 (1 Wo.)DE | AT41 (1 Wo.)AT | CH42 (1 Wo.)CH | Erstveröffentlichung: 28. Februar 2025   |

### Demos
- 1990: Hand of Doom
- 1993: Heart of Hate
- 1994: The 5th Season
- 1996: Promo ’96

### Sonstige
- 2004: Live Suffering: The Official Bootleg (Metal Blade)
- 2005: All Those Words (Single; Metal Blade)
- 2007: Honey from the B’s (DVD; SPV)
- 2007: Fire Walk with Me (Single; Metal Blade)
- 2009: Just Highs No Lows – 12 Years of Persistence (Best-of; Metal Blade)